# Roemeens voetbalkampioenschap 1937/38
1937/38 was het zesde seizoen van de Liga 1 en het 26ste kampioenschap van Roemenië. Voor het eerst sinds het seizoen 1933/34 waren de clubs weer in twee groepen verdeeld en speelden de groepswinnaars om de titel. Omdat in het volgende seizoen weer naar 1 groep van 12 clubs werd overgestapt, moesten 10 teams degraderen; de laatste vijf uit elke groep. 

## Eindstand

### Groep 1
| Plaats | Team                      | Wed. | W  | G | V  | Doelpunten | Verschil | Ptn |
| ------ | ------------------------- | ---- | -- | - | -- | ---------- | -------- | --- |
| 1      | Rapid Boekarest (B)       | 18   | 12 | 2 | 4  | 41 : 16    | +25      | 26  |
| 2      | AMEF Arad                 | 18   | 12 | 2 | 4  | 48 : 25    | +23      | 26  |
| 3      | Victoria Cluj             | 18   | 10 | 3 | 5  | 40 : 25    | +15      | 23  |
| 4      | Chinezul Timișoara        | 18   | 9  | 2 | 7  | 57 : 37    | +20      | 20  |
| 5      | Phoenix Baia Mare (N)     | 18   | 9  | 2 | 7  | 30 : 30    | ±0       | 20  |
| 6      | Unirea Tricolor Boekarest | 18   | 6  | 6 | 6  | 32 : 36    | −04      | 18  |
| 7      | CAO Oradea                | 18   | 5  | 4 | 9  | 29 : 36    | −07      | 14  |
| 8      | Jiul Petroșani (N)        | 18   | 5  | 4 | 9  | 25 : 43    | −18      | 14  |
| 9      | DUIG Brăila (N)           | 18   | 4  | 2 | 12 | 21 : 48    | −27      | 10  |
| 10     | Olimpia CFR Satu Mare (N) | 18   | 2  | 5 | 11 | 13 : 40    | −27      | 9   |

### Groep 2
| Plaats | Team                             | Wed. | W  | G | V  | Doelpunten | Verschil | Ptn |
| ------ | -------------------------------- | ---- | -- | - | -- | ---------- | -------- | --- |
| 1      | Ripensia Timișoara               | 18   | 15 | 0 | 3  | 63 : 25    | +38      | 30  |
| 2      | Venus Boekarest (K)              | 18   | 13 | 3 | 2  | 64 : 16    | +48      | 29  |
| 3      | Gloria CFR Arad                  | 18   | 9  | 6 | 3  | 41 : 24    | +17      | 24  |
| 4      | FC Juventus Boekarest            | 18   | 7  | 5 | 6  | 30 : 31    | −01      | 19  |
| 5      | Sportul Studențesc Boekarest (N) | 18   | 7  | 4 | 7  | 33 : 34    | −01      | 18  |
| 6      | Universitatea Cluj               | 18   | 7  | 2 | 9  | 33 : 50    | −17      | 16  |
| 7      | Vulturii Textila Lugoj (N)       | 18   | 6  | 2 | 10 | 24 : 41    | −17      | 14  |
| 8      | Crișana Oradea                   | 18   | 5  | 1 | 12 | 23 : 40    | −17      | 11  |
| 9      | ACFR Brașov (N)                  | 18   | 4  | 3 | 11 | 26 : 45    | −19      | 11  |
| 10     | Dragoș Vodă Cernăuți (N)         | 18   | 4  | 0 | 14 | 26 : 57    | −31      | 8   |

(K) = verdedigend kampioen, (B) = verdedigend bekerwinnaar, (N) = gepromoveerd

### Finale
| Team 1          | – | Team 2             | Heen      | Terug     |
| --------------- | - | ------------------ | --------- | --------- |
| Rapid Boekarest | – | Ripensia Timișoara | 0:2 (0:1) | 0:2 (0:0) |

| Kampioen                      |
| Bekerwinnaar: Rapid Boekarest |
| Degradatie                    |

### Topschutters
| Naam                 | Club               | Goals |
| -------------------- | ------------------ | ----- |
| Ludovic Thierjung    | Chinezul Timișoara | 22    |
| Silviu Bindea        | Ripensia Timișoara | 21    |
| Ioan Fritz           | Gloria CFR Arad    | 21    |
| Iuliu Bodola         | Venus Boekarest    | 18    |
| Kostas Humis         | Venus Boekarest    | 18    |
| Adalbert Marksteiner | Ripensia Timișoara | 18    |